# Братья Николас
Братья Ни́колас — танцевальный дуэт братьев Файара (1914—2006) и Гарольда Николас (1921—2000), выступавший в акробатическом танцевальном стиле, известном как «танец-вспышка».
Проведя своё детство в эпоху водевильных представлений и прославившись во времена расцвета Гарлемского Ренессанса, братья выступали на сцене, в кино и на телевидении вплоть до 1990-х годов. Благодаря своему артистизму, исполнительскому мастерству и оригинальности хореографии, они считаются величайшими степистами своего времени. Их выступление в музыкальном номере «Прыгучий джайв» (Jumpin' Jive) в сопровождении Кэба Кэллоуэя и его оркестра из фильма «Штормовая погода» признано наиболее виртуозным танцем из всех, когда-либо появившихся на экране. Сами братья считают, что стали успешными благодаря своему собственному неповторимому стилю в те времена, когда у публики был большой спрос на яркую индивидуальность.

## Биография
Родители Файара и Гарольда Николас имели музыкальное образование и выступали в собственной группе — мать играла на фортепиано, тогда как отец был барабанщиком. После того, как в 1926 году семья переехала в Филадельфию, они выступали на сцене «старого» Стэндарт-театра. Начиная с трёхлетнего возраста Файар, сидя в первом ряду, присутствовал на выступлениях родителей. К тому времени, когда ему исполнилось десять, он уже видел на сцене таких выдающихся артистов афро-американского водевиля, как Элис Уитмен, Уилли Брайант и Билл Робинсон.
Ни Файар, ни Гарольд не имели никакого хореографического образования. Старший брат учился петь и танцевать самостоятельно, наблюдая за выступлениями профессиональных артистов и подражая им. Ему нравилось сочетание степа и акробатики, и он нередко развлекал соседских детей, пытаясь воспроизвести увиденные выступления. Затем он начал учить младших детей в семье. Гарольд боготворил старшего брата и старался всячески копировать его движения и стиль.
Файар начал выступать со своей младшей сестрой Дороти как дуэт «Дети Николас» (Nicholas Kids), позднее к ним присоединился Гарольд. После того, как Дороти решила отказаться от артистической карьеры, «Дети Николас» трансформировались в дуэт «Братья Николас».
Братья начали выступать в Филадельфии в конце 1920-х годов и быстро стали известными. Их дебютом стало выступление для радиопередачи The Horn and Hardart Kiddie Hour, затем последовали ангажементы от местных театров, таких как «Стэндарт» и «Пёрл». После того, как их выступление на сцене последнего увидел менеджер водевиля The Lafayette, они были приглашены выступать в этом нью-йоркском шоу.
В 1932 году, когда Файару было восемнадцать, а Гарольду всего одиннадцать, братья дебютировали в гарлемском «Коттон-клубе». Их выступление в джазовом Bugle Call Rag настолько впечатлило зрителей (которые в основном были белыми), что братья стали единственными афро-американскими артистами клуба, которым было дозволено общаться с белыми покровителями из публики.
В течение двух лет работы в «Коттон-клубе», братья выступали с оркестрами Лаки Миллиндера, Кэба Кэллоуэя, Дюка Эллингтона и Джимми Лансфорда. В том же 1932 году они впервые появились на киноэкране — в эпизоде фильма Pie Pie Blackbird с Юби Блейком и его оркестром.
Продюсер Сэмюэл Голдвин, увидевший одно из их выступлений в клубе, пригласил братьев в Калифорнию, сняться в фильме «Миллионы детки» (1934), что стало их первой ролью в Голливуде
В 1936 году они дебютировали на Бродвее, в шоу «Безумства Зигфелда» 1936 года, в следующем году выступали в мюзикле Ричарда Роджерса и Лоренца Харта Babes in Arms, куда их пригласил хореограф Джордж Баланчин. Занимаясь с Баланчиным, братья настолько обогатили свою танцевальную лексику, что многих это заставило предположить, будто бы они имеют балетное образование.

## Награды
- 1998 — премия Сэмюэла Скриппса[англ.] за достижения в области современного танца (Samuel H. Scripps / American Dance Festival Award for lifetime achievement in modern dance).

## Фильмография
В большинстве своих фильмов братья Николас снимались в танцевальных эпизодах, не вовлечённых в развитие сюжета. Такие развлекательные фрагменты можно было легко вырезать из фильма, не ломая его драматургию, что требовалась для кинопроката в южных штатах согласно расовой политике и законам того времени.
- 1932 — Pie, Pie Blackbird[англ.] (эпизод)
- 1934 — «Миллионы малыша[англ.]»
- 1935 — «Водевиль. Цветное шоу» / An All-Colored Vaudeville Show (эпизод)
- 1935 — «Коронадо[англ.]»
- 1935 — «Большая трансляция 1936 года[англ.]»
- 1936 — «Чёрная сеть» (эпизод)
- 1936 — «Моя американская жена[англ.]»
- 1937 — «Вооружённые детки[англ.]»
- 1937 — Calling All Stars
- 1939 — «Мой сын виновен» / My Son Is Guilty
- 1940 — «Даже по-аргентински»
- 1940 — «Улица жестяных кастрюль[англ.]»
- 1941 — «Великая американская трансляция[англ.]»
- 1941 — «Серенада солнечной долины»
- 1942 — «Жены оркестрантов[англ.]»
- 1943 — «Дождливая погода[англ.]»
- 1944 — «Как хотите[англ.]»
- 1946 — Dixieland Jamboree (эпизод)
- 1948 — «Пират[англ.]»
- 1948 — Pathe Newsreel
- 1951 — Botta e Riposta
- 1953 — El Misterio del carro express
- 1953 — El Mensaje de la muerte
- 1955 — Musik im Blut
- 1956 — Bonjour Kathrin
- 1974 — «Вот это развлечение!»*
- 1975 — «Дружище, у тебя не найдется 10 центов?[англ.]»*
- 1985 — «Это — танец![англ.]»*
- 1990 — That’s Black Entertainment *
- 1992 — Alright[англ.], музыкальный клип Джанет Джексон
- 1992 — «Братья Николас: мы поём и танцуем» / The Nicholas Brothers: We Sing and We Dance
- 2000 — «Я снимался в кино» / I Used to Be in Pictures
- 2003 — «Золотой век Бродвея глазами его легенд» / Broadway: The Golden Age, by the Legends Who Were There
- 2005 — Hard Four

Фильмы и передачи, где братья снимались по-отдельности, не указаны.
(*) — использованы архивные записи.